# Aleixo de Abreu
Aleixo de Abreu, né en 1568 à Alcáçovas et mort en 1630 à Lisbonne, est un médecin portugais.

## Biographie
Diplômé en médecine de l'université de Coimbra, il est envoyé en Angola. Il vit près de neuf ans à Luanda et se spécialise dans l'étude des fièvres tropicales de la région. Il est aussi le premier médecin à s'intéresser au scorbut, maladie qu'il décrit sous le nom de «mal de Luanda» dans son traité De septem infirmitatibus, publié en 1623.
Devenu célèbre, il est nommé médecin de la chambre royale par le roi Philippe III.